# گرت
سر گرت (ولزی: [ˈɡarɛθ] ؛ فرانسوی قدیمی : Guerrehet) یک شوالیه میز گرد در افسانه آرتور است. او کوچک‌ترین پسر پادشاه لات و ملکه مورگیس، خواهر ناتنی شاه آرتور یا به عبارتی خواهر زاده آرتور است. با تاسف زیاد سر گرت درجنگ ونجات گنویر توسط سر لنسولات از پای در آمد